# X Factor (Italia) (quindicesima edizione)
La quindicesima edizione del talent show musicale X Factor è andata in onda in prima serata su Sky Uno e Now dal 16 settembre al 9 dicembre 2021 per tredici puntate.
Si tratta dell'undicesima edizione prodotta e trasmessa da Sky Italia, condotta per la prima volta da Ludovico Tersigni, subentrando ad Alessandro Cattelan, nel frattempo passato in Rai. La giuria della stagione precedente (formata da Mika, Manuel Agnelli, Emma e Hell Raton) è stata riconfermata.
L'edizione è stata vinta da Baltimora, componente della squadra capitanata da Hell Raton.

## Trasmissione
Il programma è andato in onda il giovedì sul canale satellitare Sky Uno (e in streaming su Now) con replica su TV8 dalla seconda puntata fino alla semifinale il mercoledì successivo (6 giorni dopo). La prima puntata di audizioni, la prima puntata live e la finale sono state trasmesse in diretta ed in simulcast su entrambi i canali.
Il programma ha mantenuto la formula adottata l'anno precedente con le restrizioni per il contenimento della pandemia di COVID-19: anche questa volta la fase delle selezioni è stata registrata negli Studi di Cinecittà a Roma ma solo in presenza dei giudici e senza pubblico.
Rispetto all'anno precedente, sono state abolite le categorie Under Uomini, Under Donne, Over e Gruppi.
Le dirette sono state trasmesse dal Teatro Repower (in precedenza Teatro della Luna) di Assago, da dove sono state trasmesse le prime edizioni della trasmissione targate Sky.

## Giudici
| Giudice        | Producer                          | Advisor Home Visit   |
| -------------- | --------------------------------- | -------------------- |
| Emma           | Frenetik & Orang3                 | Fratelli D'Innocenzo |
| Hell Raton     | Ale Treglia, Jacopo Volpe e Sixpm | Salvatore Esposito   |
| Mika           | Taketo Gohara                     | Simone Marchetti     |
| Manuel Agnelli | Rodrigo D’Erasmo                  | Marco Giallini       |

## Selezioni

### Casting
A causa della pandemia di COVID-19, i casting non si sono svolti in giro per l'Italia, come di consueto, ma solo online.

### Audizioni
La seconda fase dei casting prevede le audizioni, nelle quali gli aspiranti cantanti si esibiscono esclusivamente davanti ai quattro giudici e senza pubblico, come avvenuto nelle prime quattro edizioni del programma, sempre a causa del COVID-19. A causa di tale motivo, le audizioni non sono itineranti ma si sono tenute in uno studio allestito al Teatro 5 di Cinecittà a Roma.

### Bootcamp
La terza fase dei casting prevede i Bootcamp. I concorrenti che hanno superato le audizioni vengono divisi in quattro gruppi da 12 artisti ciascuno, uno per ogni giudice, e si sfidano per entrare nel Roster del proprio giudice che proseguirà la corsa verso l'ultima fase. I Bootcamp avvengono tramite la consueta Sfida delle 5 Sedie in cui i concorrenti devono fare in modo di accaparrarsi un posto per la fase successiva e non venire rimpiazzati da un nuovo contendente; ogni giudice può formare liberamente il proprio roster, con l'unico vincolo di dover scegliere almeno un cantante solista e almeno una band. Le due puntate dei Bootcamp sono state registrate anch'esse al Teatro 5 di Cinecittà in sede privata, nello stesso studio delle Audizioni.
| Giudice        | Artisti eliminati ai Bootcamp | Artisti eliminati ai Bootcamp | Artisti eliminati ai Bootcamp | Artisti eliminati ai Bootcamp    | Artisti eliminati ai Bootcamp | Artisti eliminati ai Bootcamp | Artisti eliminati ai Bootcamp | Artisti eliminati ai Bootcamp |
| -------------- | ----------------------------- | ----------------------------- | ----------------------------- | -------------------------------- | ----------------------------- | ----------------------------- | ----------------------------- | ----------------------------- |
| Manuel Agnelli | Spinozo (Francesco Spinelli)  | Marte (Marta Marasco)         | Denoise                       | Protto (Nicolò Protto)           | Miriam Dartey                 | N.U.D.D.A. (Giada Sardu)      | The Tangram                   |                               |
| Mika           | Febe (Febe Ceccarini)         | Why, The Moon                 | Luce (Luca Costantino)        | Tess (Tess Carminato)            | Garbino                       | Raffaella Scagliola           | Blue Channel                  |                               |
| Hell Raton     | Jathson                       | Kalpa (Angelo Mallardo)       | Distorted Visions             | Etta (Maria Antonietta Di Marco) | L8 (Federico D'Errico)        | Beckenbauer                   | 22:22 (Matteo D'Innocenzo)    | Barkee (Giulio Barchi)        |
| Emma           | Lysa (Lisa Gambatese)         | Noite                         | Cassandra                     | Michela Amadori                  | Sarai (Sara Bassotti)         | Anna Renè (Annamaria Rubino)  | Beart (Riccardo Bartolini)    |                               |

### Home Visit
La quarta e ultima fase dei casting prevede gli Home Visit.
| Giudice        | Eliminati alle Home Visit      | Eliminati alle Home Visit |
| -------------- | ------------------------------ | ------------------------- |
| Manuel Agnelli | Phill Reynolds (Silva Cantele) | Nava (Nava Golchini)      |
| Mika           | Mombao                         | Karma (Karim Daniel)      |
| Hell Raton     | Melli e Gemma                  | Mira (Miriana D'Albore)   |
| Emma           | Edo (Edoardo Braghin)          | Riva                      |

## Finalisti
In questo spazio sono elencati i cantanti approdati alla prima puntata live del programma.
Legenda:
- Vincitore
- Secondo classificato

- Terzo classificato
- Quarto classificato

- Semifinalista

- Eliminati

| Squadra        | Cantanti                      | Cantanti                      | Cantanti                        | Cantanti |
| -------------- | ----------------------------- | ----------------------------- | ------------------------------- | -------- |
| Manuel Agnelli | Bengala Fire                  | Erio (Fabiano Erio Franovich) | Mutonia                         |          |
| Mika           | Fellow (Federico Castello)    | Nika Paris (Nikol Palascheva) | Westfalia                       |          |
| Hell Raton     | Baltimora (Edoardo Spinsante) | Versailles (Luca Briscese)    | Karakaz                         |          |
| Emma           | Gianmaria (Gianmaria Volpato) | Le Endrigo                    | Vale LP (Valentina Sanseverino) |          |

## Dettaglio delle puntate

### Tabella delle eliminazioni
- Manuel Agnelli
- Mika

- Hell Raton
- Emma

|                | Baltimora          | 2º 19,49% | N.D.      | 2º 23,34%             | N.D.                  | 1º 21,64%                  | N.D.                       | N.D.                       | 3º 12,35%                     | 2º 14,36%                     | 4º 15,00%              | 5º 14,38%              | 4º 19,47%              | 3º 21,74%              | 2º 33,51%              | Vincitore 50,70%       |                        |                        |
|                | Gianmaria          | 1º 27,67% | N.D.      | N.D.                  | 1º 21,84%             | N.D.                       | 1º 25,98%                  | N.D.                       | 1º 13,92%                     | 1º 15,38%                     | 2º 16,43%              | 1º 19,32%              | 1º 23,88%              | 1º 31,90%              | 1º 36,90%              | Secondo 49,30%         |                        |                        |
|                | Bengala Fire       | 4º 16,36% | N.D.      | N.D.                  | 3º 17,09%             | 2º 19,72%                  | N.D.                       | N.D.                       | 5º 11,67%                     | 4º 12,86%                     | 1º 16,44%              | 2º 18,79%              | 2º 23,66%              | 2º 25,78%              | 3º 29,59%              | Eliminati (Finale)     | Eliminati (Finale)     |                        |
|                | Fellow             | N.D.      | 1º 26,21% | 1º 24,49%             | N.D.                  | 3º 16,93%                  | N.D.                       | N.D.                       | 8º 9,89%                      | 6º 10,98%                     | 6º 11,62%              | 4º 15,97%              | 3º 19,57%              | 4º 20,58%              | Eliminato (Finale)     | Eliminato (Finale)     |                        |                        |
|                | Erio               | N.D.      | 2º 25,10% | N.D.                  | 2º 20,09%             | N.D.                       | 2º 19,93%                  | N.D.                       | 7º 10,01%                     | 8º 10,35%                     | 3º 15,35%              | 3º 17,66%              | 5º 13,42%              | Eliminato (Semifinale) | Eliminato (Semifinale) | Eliminato (Semifinale) |                        |                        |
|                | Nika Paris         | 3º 17,65% | N.D.      | N.D.                  | 4º 15,12%             | N.D.                       | 5º 17,25%                  | 30,33%                     | 2º 12,59%                     | 3º 14,05%                     | 5º 13,97%              | 6º 13,89%              | Eliminata (5ª puntata) | Eliminata (5ª puntata) | Eliminata (5ª puntata) | Eliminata (5ª puntata) | Eliminata (5ª puntata) | Eliminata (5ª puntata) |
|                | Le Endrigo         | N.D.      | 3º 13,35% | 5º 10,35%             | N.D.                  | 5º 13,87%                  | N.D.                       | 23,87%                     | 4º 11,84%                     | 5º 11,08%                     | 7º 11,19%              | Eliminati (5ª puntata) | Eliminati (5ª puntata) | Eliminati (5ª puntata) | Eliminati (5ª puntata) | Eliminati (5ª puntata) |                        |                        |
|                | Mutonia            | N.D.      | 5º 11,84% | 3º 18,23%             | N.D.                  | N.D.                       | 3º 18,73%                  | N.D.                       | 6º 10,38%                     | 7º 10,94%                     | Eliminati (4ª puntata) | Eliminati (4ª puntata) | Eliminati (4ª puntata) | Eliminati (4ª puntata) | Eliminati (4ª puntata) | Eliminati (4ª puntata) |                        |                        |
|                | Versailles         | 5º 12,21% | N.D.      | N.D.                  | 6º 11,01%             | 4º 14,09%                  | N.D.                       | N.D.                       | 9º 7,35%                      | Eliminato (4ª puntata)        | Eliminato (4ª puntata) | Eliminato (4ª puntata) | Eliminato (4ª puntata) | Eliminato (4ª puntata) | Eliminato (4ª puntata) | Eliminato (4ª puntata) |                        |                        |
|                | Karakaz            | N.D.      | 4º 12,20% | N.D.                  | 5º 14,85%             | N.D.                       | 4º 18,11%                  | 30,25%                     | Eliminati (3ª puntata)        | Eliminati (3ª puntata)        | Eliminati (3ª puntata) | Eliminati (3ª puntata) | Eliminati (3ª puntata) | Eliminati (3ª puntata) | Eliminati (3ª puntata) | Eliminati (3ª puntata) |                        |                        |
|                | Vale LP            | N.D.      | 6º 11,30% | 4º 15,79%             | N.D.                  | 6º 11,72%                  | N.D.                       | 15,55%                     | Eliminata (3ª puntata)        | Eliminata (3ª puntata)        | Eliminata (3ª puntata) | Eliminata (3ª puntata) | Eliminata (3ª puntata) | Eliminata (3ª puntata) | Eliminata (3ª puntata) | Eliminata (3ª puntata) |                        |                        |
|                | Westfalia          | 6º 6,62%  | N.D.      | 6º 7,80%              | N.D.                  | Eliminati (2ª puntata)     | Eliminati (2ª puntata)     | Eliminati (2ª puntata)     | Eliminati (2ª puntata)        | Eliminati (2ª puntata)        | Eliminati (2ª puntata) | Eliminati (2ª puntata) | Eliminati (2ª puntata) | Eliminati (2ª puntata) | Eliminati (2ª puntata) | Eliminati (2ª puntata) |                        |                        |
| Ultimo scontro | Ultimo scontro     | -         | -         | Westfalia Versailles  | Westfalia Versailles  | Le Endrigo Karakaz         | Le Endrigo Karakaz         | Le Endrigo Karakaz         | Erio Mutonia                  | Erio Mutonia                  | Le Endrigo Fellow      | Baltimora Nika Paris   | Baltimora Erio         |                        |                        |                        |                        |                        |
|                | Voto di Emma       | -         | -         | Westfalia             | Westfalia             | Le Endrigo                 | Le Endrigo                 | Le Endrigo                 | Mutonia                       | Mutonia                       | Fellow                 | Nika Paris             | Erio                   |                        |                        |                        |                        |                        |
|                | Voto di Hell Raton | -         | -         | Westfalia             | Westfalia             | Karakaz                    | Karakaz                    | Karakaz                    | Mutonia                       | Mutonia                       | Le Endrigo             | Nika Paris             | Erio                   |                        |                        |                        |                        |                        |
|                | Voto di Manuel     | -         | -         | Westfalia             | Westfalia             | Le Endrigo                 | Le Endrigo                 | Le Endrigo                 | Erio                          | Erio                          | Le Endrigo             | Nika Paris             | Baltimora              |                        |                        |                        |                        |                        |
|                | Voto di Mika       | -         | -         | Versailles            | Versailles            | Karakaz                    | Karakaz                    | Karakaz                    | Mutonia                       | Mutonia                       | Le Endrigo             | Baltimora              | Erio                   |                        |                        |                        |                        |                        |
| Eliminati      | Eliminati          | -         | -         | Westfalia 3 voti su 4 | Westfalia 3 voti su 4 | Vale LP ultima al televoto | Vale LP ultima al televoto | Vale LP ultima al televoto | Versailles ultimo al televoto | Versailles ultimo al televoto | Le Endrigo 3 voti su 4 | Nika Paris 3 voti su 4 | Erio 3 voti su 4       | Fellow                 | Bengala Fire           | Gianmaria              |                        |                        |
| Eliminati      | Eliminati          | -         | -         | Westfalia 3 voti su 4 | Westfalia 3 voti su 4 | Karakaz TILT 47,79%        | Karakaz TILT 47,79%        | Karakaz TILT 47,79%        | Mutonia 3 voti su 4           | Mutonia 3 voti su 4           | Le Endrigo 3 voti su 4 | Nika Paris 3 voti su 4 | Erio 3 voti su 4       | Fellow                 | Bengala Fire           | Gianmaria              |                        |                        |

### Prima puntata
- Data: 28 ottobre 2021
- Ospite: Carmen Consoli
- Canzoni cantate dall'ospite: L'ultimo bacio, Tutto l'universo obbedisce all'amore, Qualcosa di me che non ti aspetti

| Ordine | Cantante     | Giudice    | Inediti                |
| ------ | ------------ | ---------- | ---------------------- |
| 1      | Bengala Fire | Manuel     | Valencia               |
| 2      | Baltimora    | Hell Raton | Altro                  |
| 3      | Nika Paris   | Mika       | Tranquille (mon coeur) |
| 4      | Gianmaria    | Emma       | I suicidi              |
| 5      | Westfalia    | Mika       | Goblin                 |
| 6      | Versailles   | Hell Raton | Truman Show            |
|        |              |            |                        |
| 7      | Mutonia      | Manuel     | Rebel                  |
| 8      | Fellow       | Mika       | Fire                   |
| 9      | Vale LP      | Emma       | Chéri                  |
| 10     | Karakaz      | Hell Raton | Useless                |
| 11     | Erio         | Manuel     | Amore vero             |
| 12     | Le Endrigo   | Emma       | Cose più grandi di te  |

- I voti di questa puntata si sommeranno ai voti della prossima che si dividerà in due manche (i concorrenti con meno voti di questa puntata ovvero Westfalia, Bengala Fire, Vale LP, Mutonia, Versailles e i Karakaz subiranno uno svantaggio). I due concorrenti peggiori andranno al ballottaggio per decretare il primo eliminato dell'edizione.

### Seconda puntata
- Data: 4 novembre 2021
- Ospite: Chiello
- Canzoni cantate dall'ospite: Mare caldo / Quanto ti vorrei

| Ordine                  | Cantante     | Giudice    | Cover                                        | Risultato |           |
| ----------------------- | ------------ | ---------- | -------------------------------------------- | --------- | --------- |
| 1                       | Le Endrigo   | Emma       | A far l'amore comincia tu (Raffaella Carrà)  | Salvi     |           |
| 2                       | Baltimora    | Hell Raton | Parole di burro (Carmen Consoli)             | Salvo     |           |
| 3                       | Fellow       | Mika       | Sign of the Times (Harry Styles)             | Salvo     |           |
| 4                       | Mutonia      | Manuel     | Closer (Nine Inch Nails)                     | Salvi     |           |
| 5                       | Vale LP      | Emma       | Dove sta Zazà? (Gabriella Ferri)             | Salva     |           |
| 6                       | Westfalia    | Mika       | Hey Ya! (OutKast)                            | Ultimi    |           |
|                         |              |            |                                              |           |           |
| 7                       | Erio         | Manuel     | Limit to Your Love (James Blake)             | Salvo     |           |
| 8                       | Karakaz      | Hell Raton | SexyBack (Justin Timberlake feat. Timbaland) | Salvo     |           |
| 9                       | Nika Paris   | Mika       | Come (Jain)                                  | Salva     |           |
| 10                      | Gianmaria    | Emma       | Jenny è pazza (Vasco Rossi)                  | Salvo     |           |
| 11                      | Bengala Fire | Manuel     | Town Called Malice (The Jam)                 | Salvi     |           |
| 12                      | Versailles   | Hell Raton | Fantasma (Linea 77)                          | Ultimo    |           |
| Ballottaggio (inediti)* |              |            |                                              |           |           |
| 1                       | Westfalia    | Mika       | Goblin (Westfalia)                           | Eliminati | Eliminati |
| 2                       | Versailles   | Hell Raton | Truman Show (Versailles)                     | Salvo     |           |

Voto dei giudici per il ballottaggio
- Hell Raton: Westfalia, per salvare il suo artista Versailles.
- Mika: Versailles, per salvare il suo gruppo Westfalia.
- Emma: Westfalia, senza dare una motivazione.
- Manuel Agnelli: Westfalia, ritenendo che difficilmente potranno migliorare all'interno della competizione.

### Terza puntata
- Data: 11 novembre 2021
- Ospiti: Dardust e Gazzelle
- Canzoni cantate dall'ospite: Destri / Fottuta canzone (Gazzelle)
- Particolarità: due eliminazioni saranno decise dal televoto e non dalla classifica degli stream e dei download dei brani inediti dei concorrenti a seguito di alcune anomalie riscontrate nei giorni precedenti al live.

| Ordine                          | Cantante     | Giudice    | Cover                                           |                        |
| ------------------------------- | ------------ | ---------- | ----------------------------------------------- | ---------------------- |
| 1                               | Fellow       | Mika       | Nemesis (Benjamin Clementine)                   | Salvo                  |
| 2                               | Vale LP      | Emma       | Stavo pensando a te (Fabri Fibra)               | Ultimi 2               |
| 3                               | Versailles   | Hell Raton | In Bloom/Six Feet Under (Nirvana/Billie Eilish) | Salvo                  |
| 4                               | Bengala Fire | Manuel     | Making Plans for Nigel (XTC)                    | Salvi                  |
| 5                               | Le Endrigo   | Emma       | Certi uomini (Francesco Bianconi)               | Ultimi 2               |
| 6                               | Baltimora    | Hell Raton | Turning Tables (Adele)                          | Salvo                  |
|                                 |              |            |                                                 |                        |
| 7                               | Mutonia      | Manuel     | Sports (Viagra Boys)                            | Salvi                  |
| 8                               | Nika Paris   | Mika       | Lonely (Justin Bieber e Benny Blanco)           | Ultimi 2               |
| 9                               | Gianmaria    | Emma       | Io sto bene (CCCP - Fedeli alla linea)          | Salvo                  |
| 10                              | Karakaz      | Hell Raton | Feel Good Inc (Gorillaz)                        | Ultimi 2               |
| 11                              | Erio         | Manuel     | The Greatest (Lana Del Rey)                     | Salvo                  |
| Ballottaggio (inediti)          |              |            |                                                 |                        |
| 1                               | Vale LP      | Emma       | Chéri (Vale LP)                                 | Eliminata              |
| 2                               | Le Endrigo   | Emma       | Cose più grandi di te (Le Endrigo)              | Al ballottaggio finale |
| 3                               | Nika Paris   | Mika       | Tranquille (mon coeur) (Nika Paris)             | Salvata dal pubblico*  |
| 4                               | Karakaz      | Hell Raton | Useless (Karakaz)                               | Al ballottaggio finale |
| Ballottaggio per l'eliminazione |              |            |                                                 |                        |
| 1                               | Le Endrigo   | Emma       | Salvi                                           | Salvi                  |
| 2                               | Karakaz      | Hell Raton | Eliminati                                       | Eliminati              |

*il più votato andrà direttamente al live della settimana successiva, il meno votato verrà eliminato, i restanti due andranno al giudizio dei giudici;
Voto dei giudici per l'eliminazione:
- Hell Raton: Karakaz;
- Mika: Karakaz;
- Emma: Le Endrigo;
- Manuel Agnelli: Le Endrigo.

I giudici si accordano per andare al TILT per omaggiare lo stato d'animo che i ragazzi hanno avuto durante il ballottaggio, decretando l'eliminazione dei Karakaz.

### Quarta puntata
- Data: 18 novembre 2021
- Ospiti: Young Miles con Shari & J Lord, Mika e Emma
- Canzoni cantate dall'ospite: Testamento (La resa dei conti)
- Esibizione dei giudici: Mika ed Emma hanno cantato Anna e Marco di Lucio Dalla
- Particolarità: anche in questa puntata, come nella precedente, è prevista una doppia eliminazione

| Ordine                          | Cantante                       | Giudice                        | Brano                               |                                |
| Manche giostra (brani inediti)  | Manche giostra (brani inediti) | Manche giostra (brani inediti) | Manche giostra (brani inediti)      | Manche giostra (brani inediti) |
| ------------------------------- | ------------------------------ | ------------------------------ | ----------------------------------- | ------------------------------ |
| 1                               | Bengala Fire                   | Manuel                         | Valencia                            | Salvi                          |
| 2                               | Baltimora                      | Hell Raton                     | Altro                               | Salvo                          |
| 3                               | Le Endrigo                     | Emma                           | Cose più grandi di te               | Salvi                          |
| 4                               | Nika Paris                     | Mika                           | Tranquille (mon coeur)              | Salva                          |
| 5                               | Gianmaria                      | Emma                           | I suicidi                           | Salvo                          |
| 6                               | Erio                           | Manuel                         | Amore vero                          | Salvo                          |
| 7                               | Versailles                     | Hell Raton                     | Truman Show                         | Eliminato                      |
| 8                               | Fellow                         | Mika                           | Fire                                | Salvo                          |
| 9                               | Mutonia                        | Manuel                         | Rebel                               | Salvi                          |
|                                 |                                |                                |                                     |                                |
| Manche cover                    |                                |                                |                                     |                                |
| 1                               | Erio                           | Manuel                         | London Calling (The Clash)          | Ultimi 2                       |
| 2                               | Nika Paris                     | Mika                           | Dernière danse (Indila)             | Salva                          |
| 3                               | Le Endrigo                     | Emma                           | Malamente (Rosalía)                 | Salvi                          |
| 4                               | Baltimora                      | Hell Raton                     | Un uomo che ti ama (Lucio Battisti) | Salvo                          |
| 5                               | Mutonia                        | Manuel                         | Gigantic (Pixies)                   | Ultimi 2                       |
| 6                               | Gianmaria                      | Emma                           | Stella di mare (Lucio Dalla)        | Salvo                          |
| 7                               | Bengala Fire                   | Manuel                         | Evil (Interpol)                     | Salvi                          |
| 8                               | Fellow                         | Mika                           | Anche fragile (Elisa)               | Salvo                          |
| Ballottaggio per l'eliminazione |                                |                                |                                     |                                |
| -                               | Erio                           | Manuel                         | Salvo                               | Salvo                          |
| -                               | Mutonia                        | Manuel                         | Eliminati                           | Eliminati                      |

Voto dei giudici per l'eliminazione:
- Hell Raton: Mutonia; rifiutando la richiesta di Manuel di andare al TILT per non rischiare di mandare via Erio
- Mika: Mutonia;
- Emma: Mutonia;
- Manuel Agnelli: Erio, chiedendo agli altri giudici di andare al TILT.

### Quinta puntata
- Data: 25 novembre 2021
- Ospiti: Ed Sheeran, Casadilego
- Canzoni cantate dall'ospite: Shivers, Lego House (con Casadilego), Overpass Graffiti (Ed Sheeran)
- Particolarità: anche in questa puntata, come nelle precedenti, è prevista una doppia eliminazione

| Ordine                             | Cantante             | Giudice              | Brano                                | Esito                |
| Manche nuovi inediti               | Manche nuovi inediti | Manche nuovi inediti | Manche nuovi inediti                 | Manche nuovi inediti |
| ---------------------------------- | -------------------- | -------------------- | ------------------------------------ | -------------------- |
| 1                                  | Fellow               | Mika                 | Non farmi andare                     | Ultimi 2             |
| 2                                  | Le Endrigo           | Emma                 | Panico                               | Ultimi 2             |
| 3                                  | Baltimora            | Hell Raton           | Baltimora                            | Salvo                |
| 4                                  | Erio                 | Manuel               | Fegato                               | Salvo                |
| 5                                  | Nika Paris           | Mika                 | No Limit                             | Salva                |
| 6                                  | Gianmaria            | Emma                 | Senza saliva                         | Salvo                |
| 7                                  | Bengala Fire         | Manuel               | Amaro mio                            | Salvi                |
|                                    |                      |                      |                                      |                      |
| -                                  | Fellow               | Mika                 | Salvo                                | Salvo                |
| -                                  | Le Endrigo           | Emma                 | Eliminati                            | Eliminati            |
|                                    |                      |                      |                                      |                      |
| Manche cover - Tema: Generazione Z |                      |                      |                                      |                      |
| 1                                  | Baltimora            | Hell Raton           | Stay (The Kid Laroi & Justin Bieber) | Ultimi 2             |
| 2                                  | Bengala Fire         | Manuel               | Girls & Boys (Blur)                  | Salvi                |
| 3                                  | Gianmaria            | Emma                 | Rimmel (Francesco de Gregori)        | Salvi                |
| 4                                  | Nika Paris           | Mika                 | Don't Start Now (Dua Lipa)           | Ultimi 2             |
| 5                                  | Erio                 | Manuel               | Bird Guhl (Antony and the Johnsons)  | Salvo                |
| 6                                  | Fellow               | Mika                 | The Scientist (Coldplay)             | Salvo                |
|                                    |                      |                      |                                      |                      |
| -                                  | Baltimora            | Hell Raton           | Salvo                                | Salvo                |
| -                                  | Nika Paris           | Mika                 | Eliminata                            | Eliminata            |

Voto dei giudici per la prima eliminazione:
- Hell Raton: Le Endrigo, senza una motivazione precisa
- Mika: Le Endrigo, per salvare il suo artista Fellow
- Emma: Fellow, per salvare il suo gruppo Le Endrigo
- Manuel Agnelli: Le Endrigo, ritenendo Fellow più a fuoco

Voto dei giudici per la seconda eliminazione:
- Hell Raton: Nika Paris, per salvare il suo artista Baltimora e confessando che avrebbe voluto vedere Nika Paris in finale
- Mika: Baltimora, per salvare la sua artista Nika Paris
- Emma: Nika Paris, ritenendo la sua scelta obiettiva
- Manuel Agnelli: Nika Paris, rimanendo coerente con le parole spese per Baltimora durante le puntate

### Sesta puntata (Semifinale)
- Data: 2 dicembre 2021
- Ospiti: Samuele Bersani, Benjamin Clementine, La Rappresentante di Lista, Fulminacci, Motta, Little Pieces of Marmelade, Manuel Agnelli
- Canzoni cantate dall'ospite: La profondità degli abissi
- Particolarità: la prima manche è composta da duetti; i voti delle due manche vengono sommati

| Ordine                 | Cantante      | Giudice       | Brano                                                     | Esito         |           |
| Manche duetti          | Manche duetti | Manche duetti | Manche duetti                                             | Manche duetti |           |
| ---------------------- | ------------- | ------------- | --------------------------------------------------------- | ------------- | --------- |
| 1                      | Erio          | Manuel        | Amare (con La Rappresentante di Lista)                    | /             |           |
| 2                      | Fellow        | Mika          | I Won't Complain (con Benjamin Clementine)                | /             |           |
| 3                      | Gianmaria     | Emma          | Spaccacuore (con Samuele Bersani)                         | /             |           |
| 4                      | Baltimora     | Hell Raton    | Resistenza (con Fulminacci)                               | /             |           |
| 5                      | Bengala Fire  | Manuel        | Del tempo che passa la felicità (con Motta)               | /             |           |
|                        |               |               |                                                           |               |           |
| Manche cover           |               |               |                                                           |               |           |
| 1                      | Baltimora     | Hell Raton    | Altrove (Morgan)                                          | Ultimi 2      |           |
| 2                      | Bengala Fire  | Manuel        | Sunny Afternoon/ Chelsea Dagger (The Kinks/The Fratellis) | Salvi         |           |
| 3                      | Gianmaria     | Emma          | Alexander Platz (Milva)                                   | Salvo         |           |
| 4                      | Fellow        | Mika          | Dog Days Are Over (Florence and the Machine)              | Salvo         |           |
| 5                      | Erio          | Manuel        | Street Spirit (Fade Out) (Radiohead)                      | Ultimi 2      |           |
| Ballottaggio (inediti) |               |               |                                                           |               |           |
| 1                      | Baltimora     | Hell Raton    | Altro (Baltimora)                                         | Salvo         | Salvo     |
| 2                      | Erio          | Manuel        | Amore vero (Erio)                                         | Eliminato     | Eliminato |

Voto dei giudici per l'eliminazione:
- Hell Raton: Erio, per salvare il suo artista Baltimora
- Mika: Erio, avendo l'impressione che ci sia stato un freno nel suo percorso
- Emma: Erio, senza una motivazione precisa
- Manuel Agnelli: Baltimora, per salvare il suo artista Erio

### Settima puntata (Finale)
- Data: 9 dicembre 2021
- Ospiti: Coldplay, Måneskin
- Canzoni cantate dagli ospiti: Higher Power, My Universe (Coldplay), Beggin', I Wanna Be Your Slave, Zitti e buoni, Mammamia (Måneskin)

| Ordine | Cantante                          | Giudice    | Duetto con ospite                 | Risultato |   | Ordine                                                                 | Best Of - Canzoni | Risultato |
| ------ | --------------------------------- | ---------- | --------------------------------- | --------- | - | ---------------------------------------------------------------------- | ----------------- | --------- |
| 1      | Fellow (con Mika)                 | Mika       | Underwater (Mika)                 | Quarto    | — | —                                                                      | —                 |           |
| 2      | Baltimora (con Hell Raton)        | Hell Raton | Otherside (Red Hot Chili Peppers) | Salvo     | 3 | Un uomo che ti ama / Parole di burro / Turning Tables                  | Salvo             |           |
| 3      | Gianmaria (con Emma)              | Emma       | La nostra relazione (Vasco Rossi) | Salvo     | 2 | Rimmel / Jenny è pazza / Io sto bene                                   | Salvo             |           |
| 4      | Bengala Fire (con Manuel Agnelli) | Manuel     | In Between Days (The Cure)        | Salvi     | 1 | Making Plans for Nigel / Girls & Boys / Sunny Afternoon/Chelsea Dagger | Terzi             |           |

| Ordine | Cantante  | Giudice    | Inedito   | Risultato |
| ------ | --------- | ---------- | --------- | --------- |
| 1      | Baltimora | Hell Raton | Altro     | Vincitore |
| 2      | Gianmaria | Emma       | I suicidi | Secondo   |

## Ascolti
| Puntata              | Puntata              | Sky Uno /+1 e on demand | Sky Uno /+1 e on demand | Sky Uno /+1 e on demand | TV8                 | TV8            | TV8   | Telespettatori complessivi Sky Uno /+1 e on demand + TV8 | Telespettatori complessivi Sky Uno /+1 e on demand + TV8 |
| Puntata              | Puntata              | Messa in onda           | Telespettatori          | Share                   | Messa in onda       | Telespettatori | Share | Telespettatori                                           | Share                                                    |
| 1                    | Audizioni 1          | 16 settembre 2021       | 755 613                 | 3,00%                   | 16 settembre 2021*  | 569 309        | 2,80% | 1 324 922                                                | 5,80%                                                    |
| 2                    | Audizioni 2          | 23 settembre 2021       | 745 091                 | 3,00%                   | 29 settembre 2021** | 585 000        | 3,00% | 1 330 091                                                | 6,00%                                                    |
| 3                    | Audizioni 3          | 30 settembre 2021       | 754 402                 | 2,81%                   | 6 ottobre 2021**    | 400 000        | 3,00% | 1 154 402                                                | 5,81%                                                    |
| 4                    | Bootcamp 1           | 7 ottobre 2021          | 734 673                 | 2,82%                   | 13 ottobre 2021**   | 617 000        | 3,00% | 1 351 673                                                | 5,82%                                                    |
| 5                    | Bootcamp 2           | 14 ottobre 2021         | 765 000                 | 2,85%                   | 20 ottobre 2021**   | 610 000        | 3,10% | 1 375 000                                                | 5,95%                                                    |
| 6                    | Home Visit           | 21 ottobre 2021         | 622 000                 | 2,40%                   | 27 ottobre 2021**   | 592 000        | 2,90% | 1 214 000                                                | 5,30%                                                    |
| 7                    | Live 1               | 28 ottobre 2021         | 569 000                 | 2,70%                   | 28 ottobre 2021*    | 596 000        | 2,90% | 1 165 000                                                | 5,60%                                                    |
| 8                    | Live 2               | 4 novembre 2021         | 509 000                 | 2,40%                   | 10 novembre 2021**  | 446 000        | 2,40% | 955 000                                                  | 4,80%                                                    |
| 9                    | Live 3               | 11 novembre 2021        | 517 000                 | 2,60%                   | 17 novembre 2021**  | 432 000        | 2,40% | 949 000                                                  | 5,00%                                                    |
| 10                   | Live 4               | 18 novembre 2021        | 413 052                 | 1,90%                   | 24 novembre 2021**  | 291 000        | 1,50% | 704 052                                                  | 3,40%                                                    |
| 11                   | Live 5               | 25 novembre 2021        | 412 000                 | 1,98%                   | 1º dicembre 2021**  | 306 000        | 1,70% | 718 000                                                  | 3,68%                                                    |
| 12                   | Live 6 - Semifinale  | 2 dicembre 2021         | 451 000                 | 2,04%                   | 8 dicembre 2021**   | 432 000        | 2,20% | 883 000                                                  | 4,24%                                                    |
| 13                   | Live 7 - Finale      | 9 dicembre 2021         | 612 000                 | 3,00%                   | 9 dicembre 2021*    | 655.000        | 3,20% | 1 301 000                                                | 6,20%                                                    |
| Media telespettatori | Media telespettatori | Media telespettatori    | 604 602                 | 2,58%                   |                     | 502 408        | 2,62% | 1 109 626                                                | 5,20%                                                    |

*La prima puntata di audizioni, la prima puntata live e la finale in diretta vengono trasmesse in simulcast sia su Sky Uno che su TV8.

**Le puntate che vanno dalla seconda di Audizioni fino alla semifinale vengono trasmesse in chiaro a distanza di 6 giorni dalla trasmissione su Sky Uno.

***Compresi gli ascolti di Sky Uno +1

## Ospiti
| Live | Ospiti |
| ---- | --- |
| 1    | Carmen Consoli |
| 2    | Chiello |
| 3    | Dardust, Gazzelle |
| 4    | Young Miles con Shari & J Lord, Mika e Emma                                                                                     |
| 5    | Ed Sheeran, Casadilego |
| 6    | Samuele Bersani, Benjamin Clementine, La Rappresentante di Lista, Fulminacci, Motta, Little Pieces of Marmelade, Manuel Agnelli |
| 7    | Coldplay, Måneskin |